# Acqua di Colonia

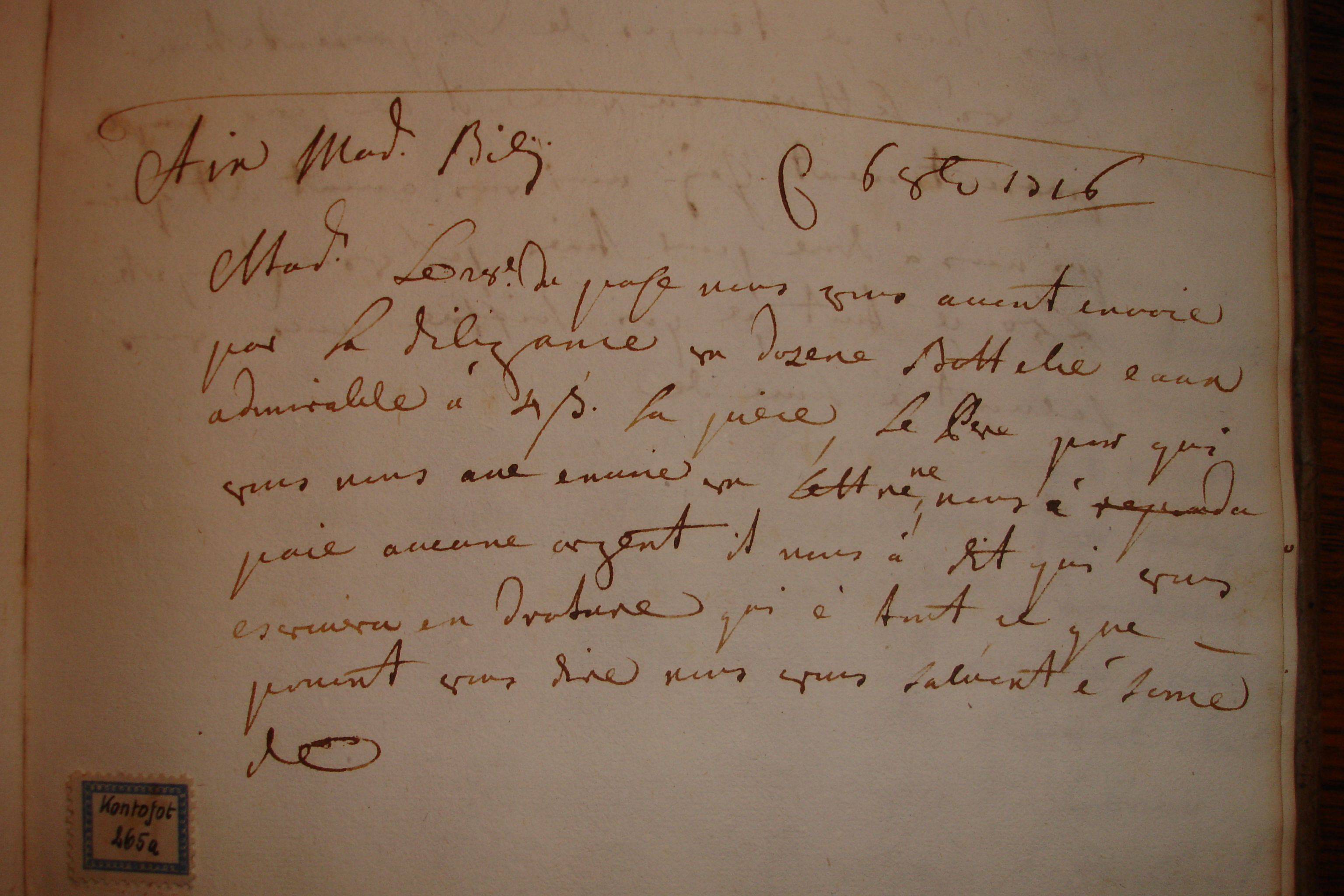
Lettera di Giovanni Maria Farina di spedizione del nuovo profumo tratta dal registro della corrispondenza del 1716

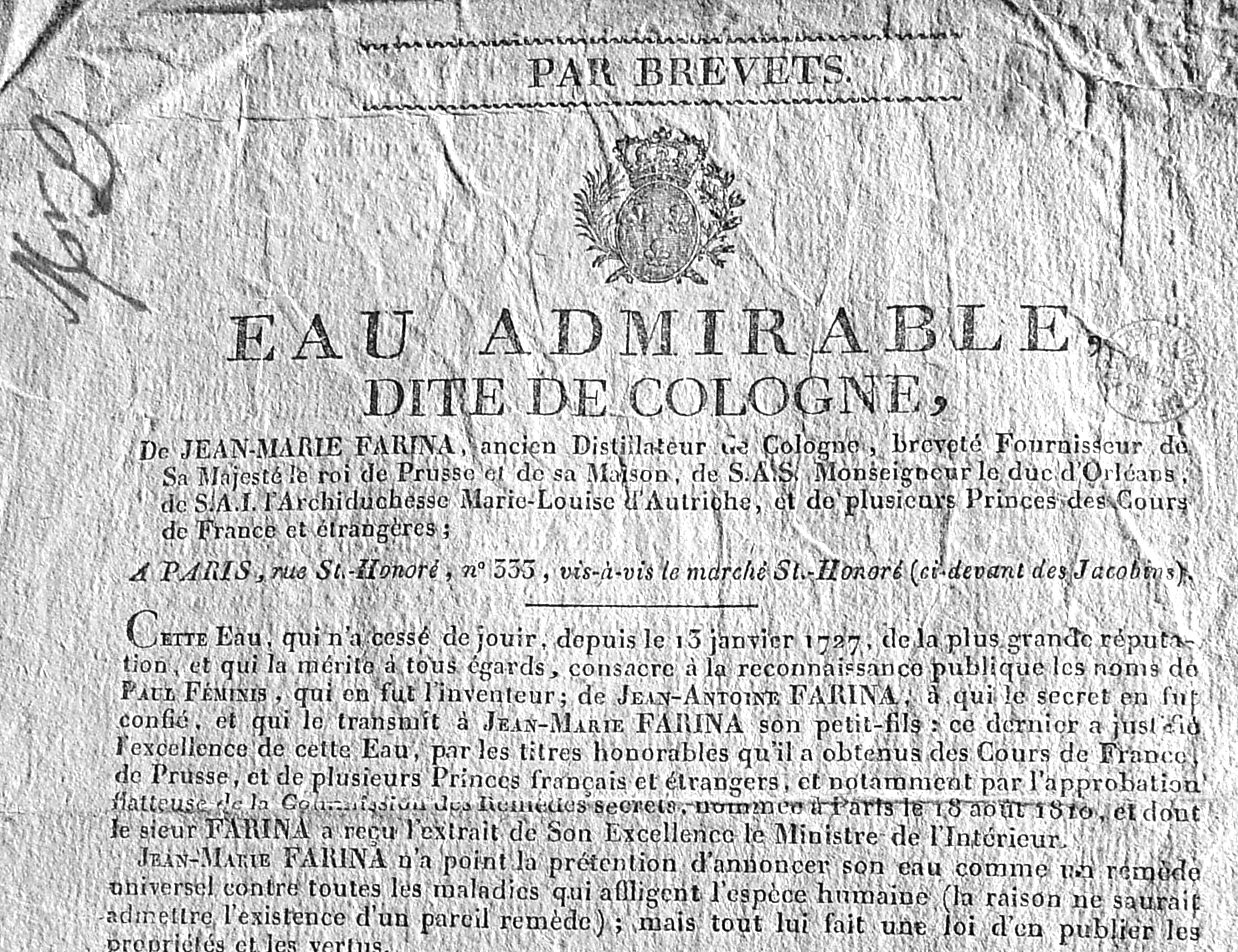
Prospetto informativo del 1825 di Jean-Marie Farina (1785-1864), rue St.Honoré nº 333, Parigi, sull'Eau admirable dite de Cologne che - si legge - dal 13 gennaio 1727 non ha cessato di godere della più grande reputazione, inventata da Paolo Feminis, il cui segreto fu confidato a Giovanni Antonio Farina e da questo trasmesso a Jean-Marie Farina

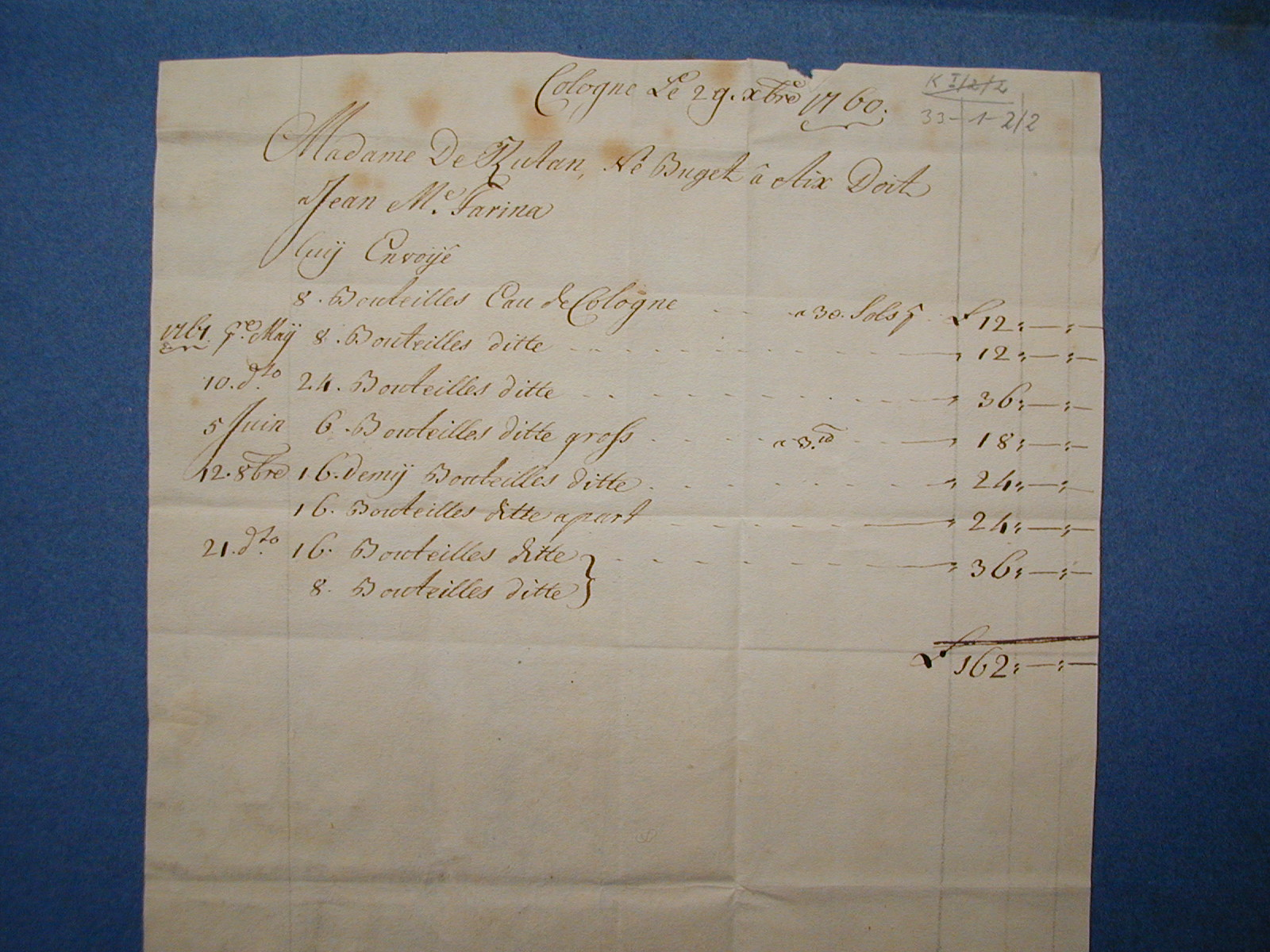
Fattura EAU DE COLOGNE di Giovanni Maria Farina in Colonia 1760

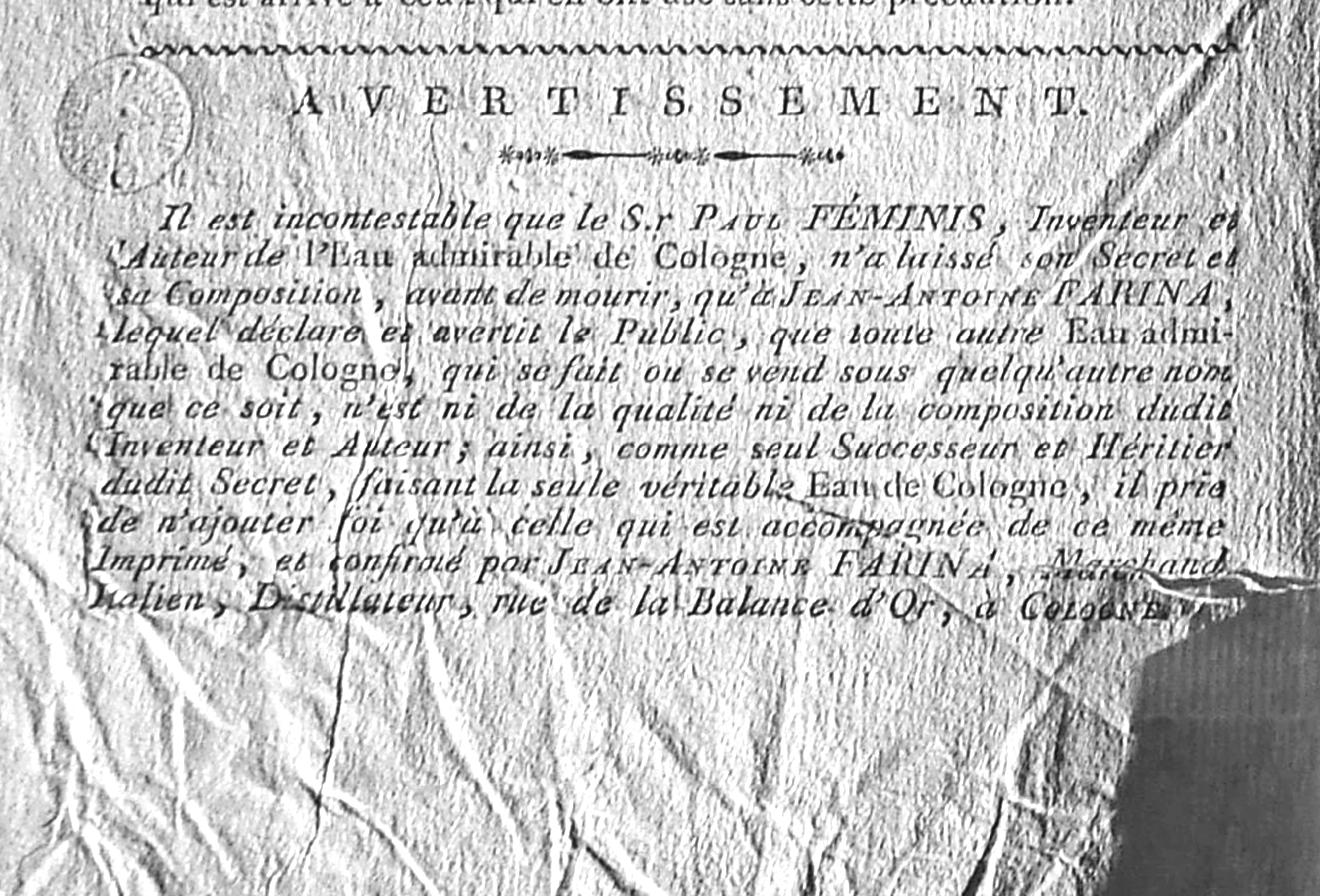
Prospetto informativo del 1786 di Aziende Jean Antoine Farina in cui si attesta che la formula della sua Eau admirable de Cologne gli è stata data da Giovanni Paolo Feminis

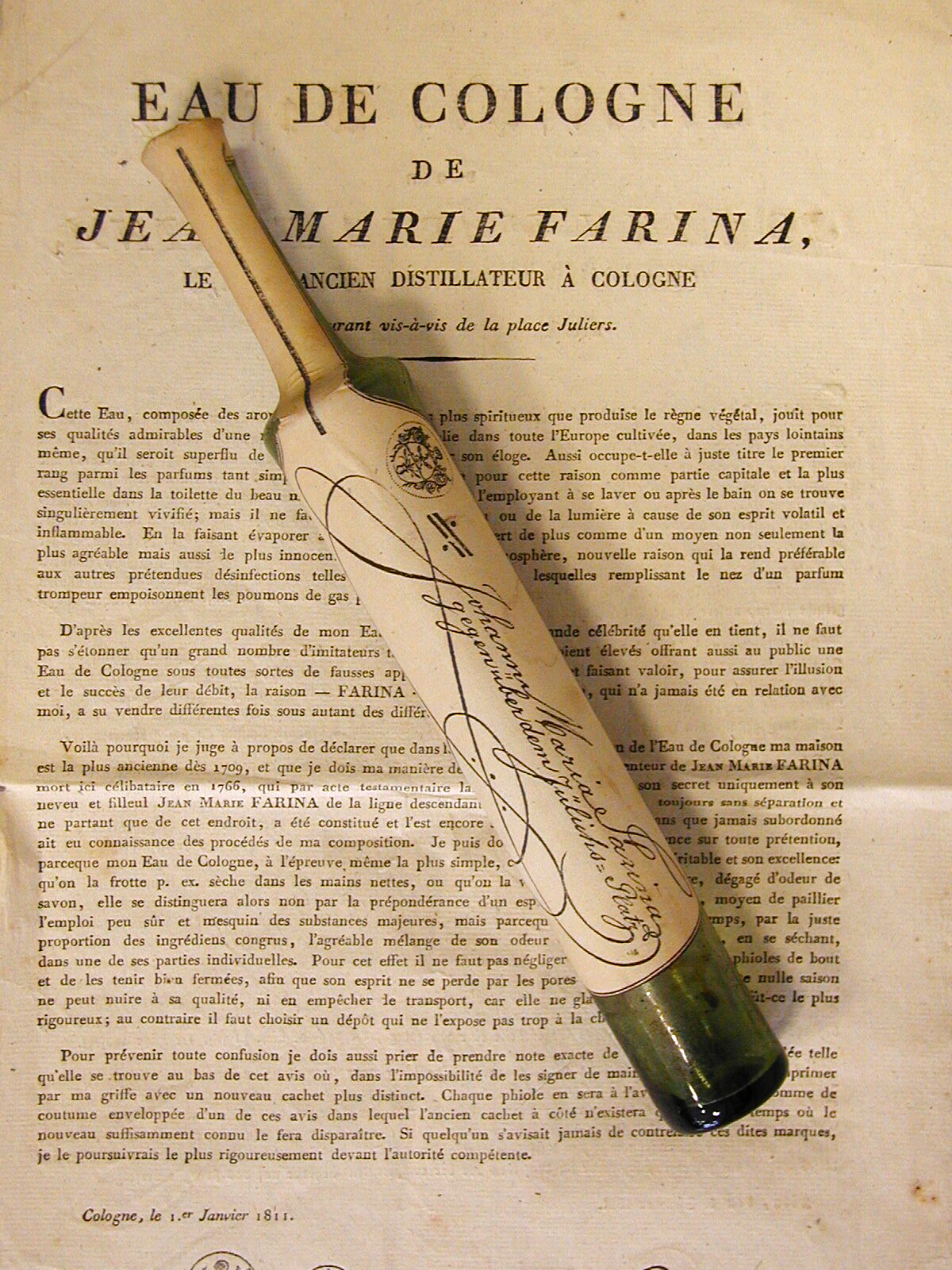
Eau de Cologne prodotta da Johann Maria Farina di Colonia. 1811

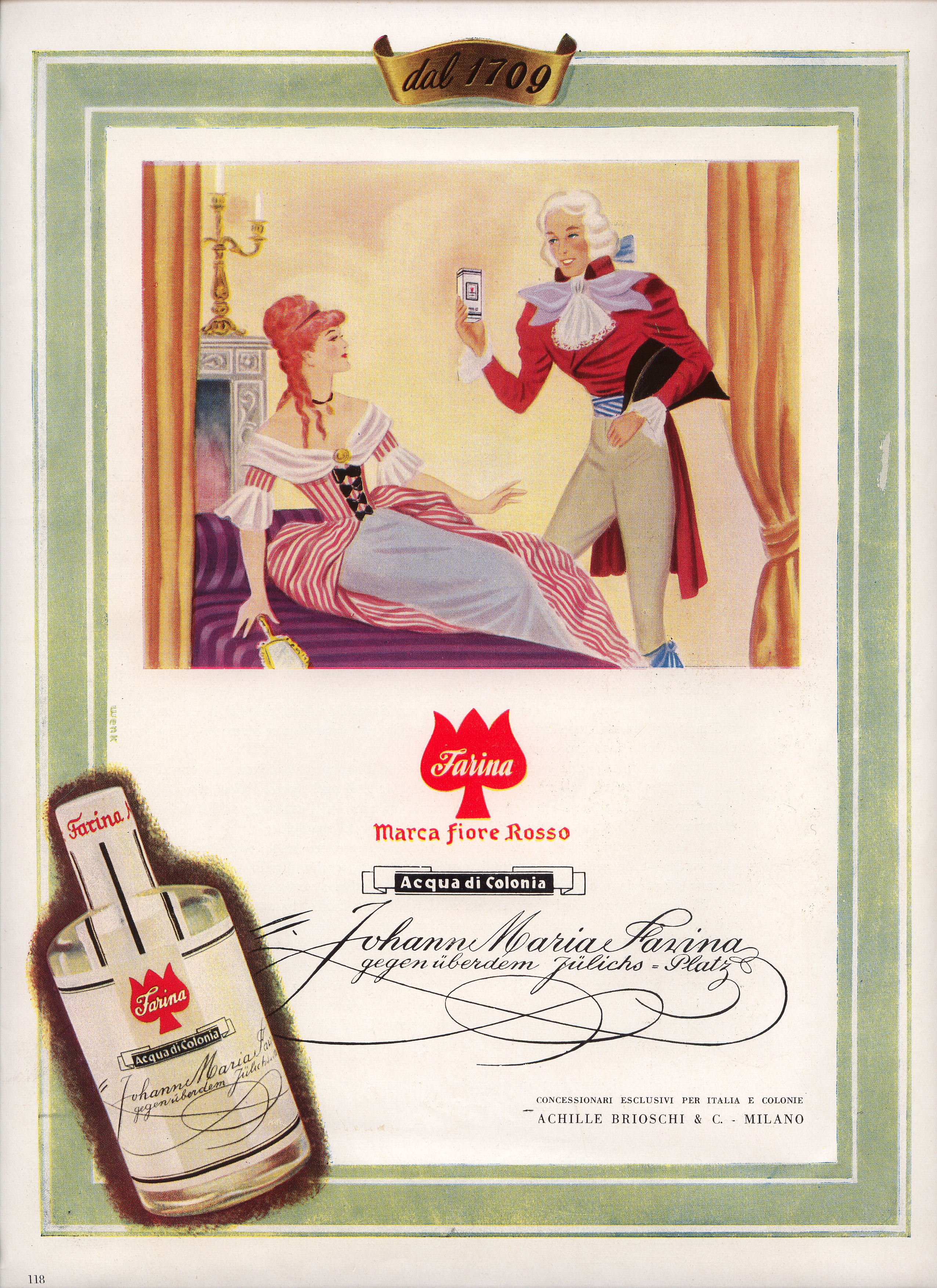
Acqua di Colonia prodotta da Farina di Colonia. 1938

L'acqua di Colonia è un profumo ottenuto dalla soluzione di oli eterici in etanolo diluito (80-90%). Nella sua versione originale l'acqua di Colonia contiene da un 7% a un 15% d'essenza di profumo.

## Descrizione
L'acqua di Colonia è composta da circa 25/30 essenze diverse. La base essenziale è il bergamotto, cui si aggiungono quelle di limone, arancia, mandarino, limetta, cedro e pompelmo. Inoltre può contenere olio di lavanda, neroli, rosmarino, timo, petitgrain, olio di gelsomino e issopo.
L'acqua di Colonia si differenzia dall'eau de toilette così come dall'eau de parfum per la differente quantità di essenza di profumo: essa, infatti, ne contiene dal 3% al 5%.
Attualmente il nome acqua di Colonia originale (Echt Kölnisch Wasser oppure Original Eau de Cologne) identifica un prodotto ad indicazione geografica protetta di Colonia in Germania, dov'è tuttora prodotto.

## Storia
Recenti studi hanno attribuito l'invenzione della formula dell'aqua mirabilis a Giovanni Paolo Feminis (circa 1660-1736), originario di Crana, piccola borgata che oggigiorno fa parte del comune di Santa Maria Maggiore in Val Vigezzo, in Piemonte, emigrato in giovanissima età in Germania e stabilitosi a Colonia nel 1693, proveniente da Magonza. Importante, per il successo della sua attività, fu l'amicizia e il sostegno di un mercante vigezzino emigrato a Maastricht, Giovanni Maria Farina (1657-1732). La creazione del prodotto era stata attribuita in precedenza da alcuni studiosi a Giovanni Maria Farina (1685-1766), commerciante originario di Santa Maria Maggiore, anche lui emigrato a Colonia insieme a due fratelli e nipote di Giovanni Maria di Maastricht.
A Feminis si deve la creazione di un'essenza profumata chiamata Aqua Mirabilis. La formula di quell'Acqua passò alla morte di Feminis nelle mani del suo aiutante, Giovanni Antonio Farina, figlio di Carlo Gerolamo (1693-1762), come lo stesso attestò sulle etichette dei flaconi di profumo. Una sentenza della Suprema corte dell'Impero tedesco, a Colonia, stabilì nel 1907 che l'inventore dell'acqua di Colonia fu Giovanni Paolo Feminis. Altrettanto certo è che un'acqua di Colonia venne prodotta e diffusa anche da Johann Maria Farina (1685-1766) e dai suoi discendenti.
Il successo del distillato, che si diffuse in Europa con il nome di eau de Cologne, creò una forte concorrenza e diede luogo a molti contenziosi per la tutela del nome e del marchio e per contrastare le contraffazioni. Si trattava di un profumo nuovo e in contrapposizione con le pesanti essenze usate all'epoca. Durante il XVIII secolo, Giovanni Antonio e Giovanni Maria Farina (1685-1766) fecero di Colonia la città del profumo, rendendola famosa a livello mondiale. Le ditte che produssero acqua di Colonia con o senza il nome Farina si moltiplicarono esponenzialmente e con esse i processi: uno nel 1736, fino a contarne trentanove nella sola Colonia nel 1865.
Amata e utilizzata da grandi personalità quali Goethe, Napoleone, Voltaire e la regina Vittoria, veniva esportata in tutto il mondo.
Nel 1900 poi, in occasione di un'esposizione organizzata dalla città di Colonia, artisti come Klee, Macke e Kandinskij disegnarono alcuni progetti per una nuova linea di confezioni; al termine della rassegna vennero scelti i disegni di Kandinskij.

### Riferimenti letterari
La poesia di Yevgeny Yevtushenko, About Drinking, descrive l'autore di ritorno da un viaggio di caccia alle balene e l'arrivo in una piccola città dove il negozio locale ha finito gli alcolici e, come sostituto, si usa una cassa di Acqua di Colonia per bere.

## Produttori
Buona notorietà ha il marchio 4711 attualmente prodotto dall'azienda Mäurer & Wirtz di Colonia in passato prodotto e commercializzato dall'azienda famigliare Mühlens GmbH & Co. KG nella Glockengasse.
Un grande produttore di acqua di Colonia fu un altro Farina, Jean-Marie Farina, che a Parigi creò nel 1806 la famosa Maison Jean Marie Farina di rue St Honoré nº 333, di fronte al mercato e ai Giacobini, venduta nel 1840 a Jacques Collas. Quindi nel 1862 l'azienda venne ceduta ad Armand Roger et Charles Gallet per la somma elevatissima di 200.000 franchi. Roger&Gallet registrò in Francia il 17 maggio 1907, con il numero 6108, il marchio Eau de Cologne Jean-Marie Farina Extra Vieille.

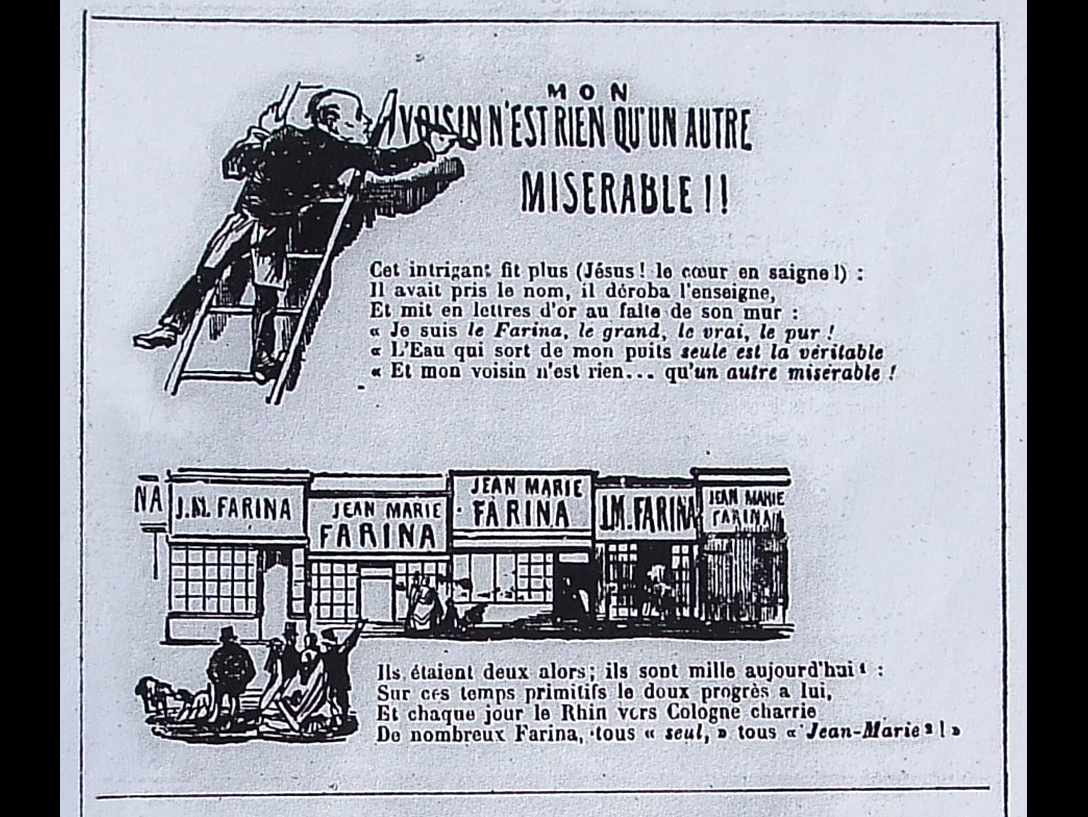
A. Maout scrisse nel 1865 un poema comico, illustrato da Jules Chéret, in cui, tra gli altri, si prende alla berlina il proliferare di ditte con il nome Farina

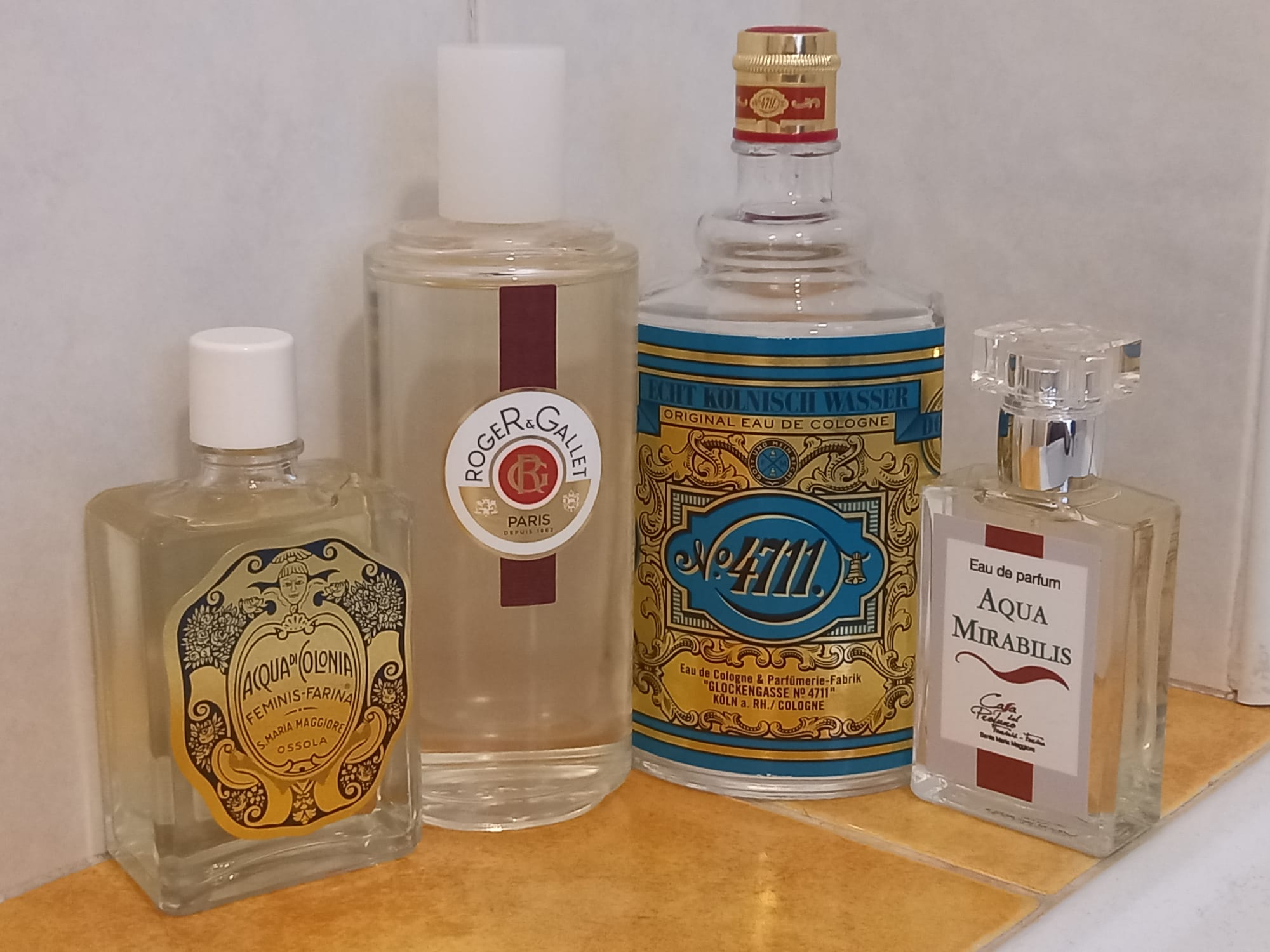
Famose acque di Colonia

## Ricette
Le ricette per fare l'acqua di Colonia sono sempre state segrete, e ancor oggi i profumieri produttori non pubblicano le loro formule sull'etichetta.
Nel 1857 Pietro Valsecchi, distillatore e liquorista, riferisce che esiste una moltitudine di ricette per la fabbricazione dell'acqua di Colonia, molte delle quali danno prodotti di qualità inferiore e vendute a prezzo esorbitante, e riporta le ricette dei principali produttori dell'epoca: Giovanni Maria Farina, Paolo Feminis, del Codice, di Cadet-Gassicourt, di Vourland, di Pléney, di Dyon, di Fabré (detta anche acqua dei Templari).
Nel 1890 Paolo Carrara, maestro distillatore, descrive uno spirito composito detto acqua di Colonia e ne riporta tre ricette, la prima di Giovanni Maria Farina.

### Termine generico
Cento anni dopo la creazione dell'Acqua di Colonia, il profumo si trovò a competere con innumerevoli imitazioni, che la famiglia riuscì a far vietare dopo lunghi procedimenti legali. Il procedimento legale si protrasse però per quasi ottant'anni e di conseguenza il termine Eau de Cologne divenne di uso comune. Il nome di un profumo esclusivo fu così abusato, fino a diventare un termine generico. Il fatto che le colonie false si moltiplicassero a un ritmo impressionante portò a una confusione diffusa. Sebbene tutti questi profumi leggeri avessero lo stesso nome, i loro odori erano radicalmente diversi. Di conseguenza, la gente non riuscì più ad attribuire il nome di acqua di colonia esclusivamente al profumo di Farina e associò il termine a qualsiasi profumo di minore concentrazione. Oggi in profumeria si usa distinguere tra eau de Parfum, eau de Toilette e eau de Cologne. Queste denominazioni si riferiscono alla loro concentrazione in essenze:
- estratto: 20-40% di essenze ;
- parfum: più del 20% di essenze;
- eau de parfum: 12-20% di essenze;
- eau de toilette: 7-12% di essenze;
- eau de cologne: 4-6% di essenze;
- acqua fresca o leggera: 1-3% di essenze.